# Hygrophila corymbosa
Hygrophila corymbosa, vulgarmente conhecida como Higrofila Rio, é uma planta aquática da família Acanthaceae. Nativa do Sudeste Asiático, é cultivada em todo o mundo em aquários tropicais. A planta pode emergir naturalmente ou sobreviver por longos períodos completamente submersa.

## Cultivo
Hygrophila corymbosa é uma planta de rápido crescimento e pode ser podada constantemente. Prefere bastante luz, nutrientes e é beneficiada pela presença do CO2. Quando é permitida emergir, pode surgir flores perfumadas flores roxas e ocasionar a queda das folhas. A planta é adaptável a uma variedade de condições de água. Existem várias formas no comércio, tais como vermelho, siamensis e muitos outros, que parecem ser, principalmente, variantes ecológicas.
Pode ser facilmente propagada por mudas.